# For Her Brother's Sake (film 1911 Vitagraph)
For Her Brother's Sake è un cortometraggio muto del 1911 prodotto dalla Vitagraph Company of America. Il nome del regista non viene riportato nei titoli del film.
Nello stesso anno uscirono altri due film dallo stesso titolo: il primo For Her Brother's Sake era diretto da George Melford; il secondo For Her Brother's Sake da Thomas H. Ince.

## Produzione
Il film fu prodotto dalla Vitagraph Company of America.

## Distribuzione
Distribuito dalla General Film Company, il film - un cortometraggio in una bobina - uscì nelle sale  - cortometraggio il 6 giugno 1911.